# ماغدا شبيغل
ماغدا شبيغل (بالألمانية: Magda Spiegel)‏ هي مغنية أوبرا ألمانية، ولدت في 3 نوفمبر 1887 في براغ في التشيك، وتوفيت في 1944 في معسكر أوشفيتز بيركينو ‏ في بولندا.